# Ayn Rand
Alisa Zinóvievna Rosenbaum (San Petersburgo, 2 de febrero de 1905-Nueva York, 6 de marzo de 1982), conocida como Ayn Rand, fue una filósofa y escritora rusa, nacionalizada estadounidense. Autora de las novelas El manantial y La rebelión de Atlas, desarrolló un sistema filosófico conocido como «objetivismo».
Rand defendía el egoísmo racional, el individualismo y el capitalismo laissez faire, argumentando que es el único sistema económico que le permite al ser humano vivir como tal, es decir, haciendo uso de su facultad de razonar. En consecuencia, rechazaba absolutamente el socialismo, el altruismo y la religión. Entre sus principios sostenía que el hombre debe elegir sus valores y sus acciones solo mediante la razón; que cada individuo tiene derecho a existir por sí mismo, sin sacrificarse por los demás ni sacrificando a otros para sí; y que nadie tiene derecho a obtener valores provenientes de otros recurriendo a la fuerza física.

## Biografía
Ayn Rand nació el 2 de febrero de 1905 en San Petersburgo (Imperio ruso). Era la mayor de tres hermanas de una familia judía, aunque sus padres no eran practicantes. Desde muy joven sintió un fuerte interés por la literatura y por el arte cinematográfico, y empezó a escribir novelas y guiones a los siete años. Leyó las novelas de Alejandro Dumas y Walter Scott, entre otros escritores románticos, expresando un apasionado entusiasmo por el movimiento romántico. Descubrió al escritor Víctor Hugo a los trece años, tras lo cual quedó prendada por sus novelas. Durante sus años en la escuela secundaria, fue testigo en 1917 tanto de la Revolución de Febrero como de la Revolución Bolchevique. Para escapar de los combates de la revolución, su familia se fue a Crimea, donde ella terminó la escuela secundaria.
Una vez que su familia regresó de Crimea, Rand se matriculó en la Universidad de San Petersburgo para estudiar filosofía e historia; de la cual se graduó en 1924. Como admiradora del cine, se inscribió ese mismo año en el Instituto Estatal de Artes Cinematográficas para aprender a escribir guiones cinematográficos. Fue en esa época cuando consiguió publicar por primera vez un folleto sobre la actriz Pola Negri (1925) y un folleto titulado Hollywood: American Movie City (1926), folletos que han sido reimpresos en 1999 en los llamados Escritos de Rusia en Hollywood. Descubrió también en la universidad al filósofo Nietzsche, de quien apreciaba mucho su exaltación de lo heroico y del individuo heroico, aunque años más tarde criticaría fuertemente lo irracional de su filosofía. Su mayor influencia la recibió de Aristóteles, al que consideraba el mayor filósofo del mundo y apreciaba en especial su Órganon. 
Conociendo Nueva York por las películas estadounidenses, Rand tenía muy claro que quería emigrar a los Estados Unidos. Años más tarde escribió Los que vivimos, un relato de primera mano de aquellos años y de la atmósfera de la Rusia soviética, sobre el cual dijo: «Es lo más cercano a una autobiografía que haya escrito nunca». A finales de 1925 obtuvo permiso para salir de la URSS y visitar a sus familiares en los Estados Unidos, a donde llegó en febrero de 1926, con veintiún años. Aunque les dijo a las autoridades soviéticas que su visita sería corta, estaba decidida a no regresar nunca a Rusia. Pasó los siguientes seis meses con sus parientes en Chicago, en donde obtuvo una prórroga de su visado, y luego continuó hacia Hollywood para comenzar su carrera como guionista.
Ya en Hollywood, aceptaba cualquier tipo de trabajo para pagar sus gastos básicos. Casualmente conoció allí a Cecil B. De Mille, quien se interesó por ella y sus experiencias. De Mille le mostró el funcionamiento básico de un estudio de cine y le ofreció trabajo como extra, el cual Rand aceptó, apareciendo así de forma visible entre los extras en el metraje Rey de reyes. En el rodaje de la película conoció, además, al que sería su marido el resto de su vida: el también actor Frank O'Connor, con quien se casó en 1929. En 1931, recibió la ciudadanía estadounidense. Cinco años después, en 1936 escribió: «Llámenlo destino o ironía, pero yo nací, de entre todos los países de la tierra, en el menos conveniente para una fanática del individualismo: Rusia. Decidí ser escritora a la edad de nueve años, y todo lo que he hecho se ha circunscrito a tal propósito. Soy estadounidense por elección y convicción. Nací en Europa, pero emigré a Estados Unidos porque este era el país donde una podía sentirse totalmente libre para escribir».

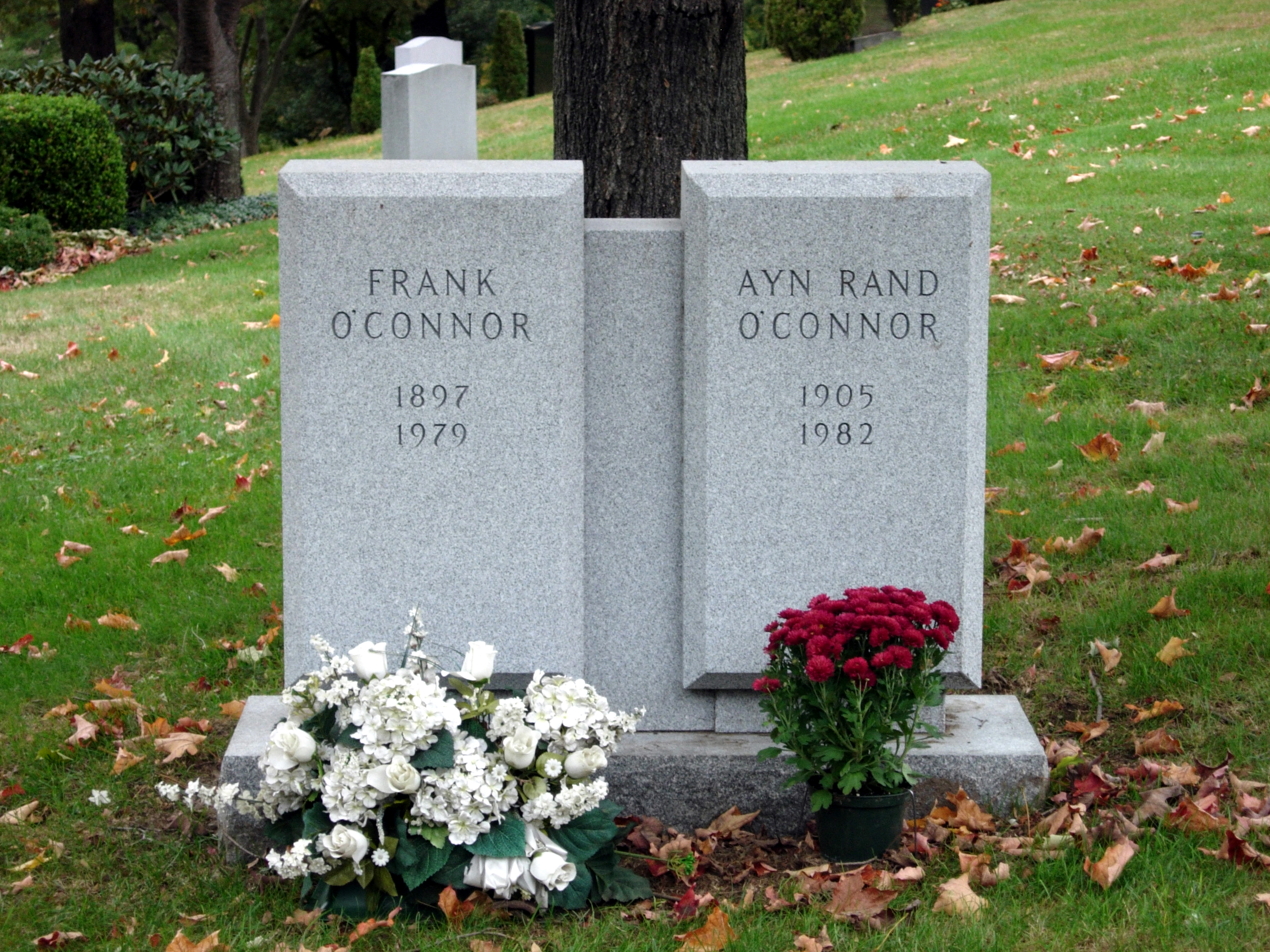
Tumbas de Rand y su esposo

Tras años en el país norteamericano, en 1973 dio una conferencia en la West Point y declaró: «Puedo decir, y no como un mero patrioterismo, sino con el conocimiento completo de las necesarias raíces metafísicas, epistemológicas, éticas, políticas y estéticas, que Estados Unidos es el más grande, noble y, en sus principios fundadores originales, el único país moral en la historia del mundo». Un año después fue sometida a una cirugía por cáncer de pulmón en 1974 debido a su tabaquismo. En 1976, dejó de escribir en su periódico y a pesar de sus objeciones iniciales, le permitió a Evva Pryor, una trabajadora social de la oficina de su abogado, que la inscribiese en el programa de seguridad social Medicare.
Falleció en 1982 y fue enterrada junto a su marido en el cementerio de Valhalla (estado de Nueva York). La pareja no tuvo hijos.

## Principales obras de ficción
Las novelas más importantes de Ayn Rand son El manantial (1943) y La rebelión de Atlas (1957).
Sus novelas crearon el arquetipo del héroe randiano, un individuo racional digno de vivir en la tierra, ya que puede lograr lo mejor de sí mismo; un hombre cuya habilidad e independencia le hacen entrar en conflicto con los hombres-masa, pero que aun así persevera, alcanzando finalmente la realización de sus valores.

### Red Pawn
En 1932 consigue vender su primer guion cinematográfico, Red Pawn (Peón rojo), a los estudios Universal.

### La noche del 16 de enero
En 1934, Ayn Rand escribe la obra de teatro Night of January 16th (La noche del 16 de enero, conocida también como Penthouse Legend), que incorpora la novedad absoluta en el mundo del teatro de integrar al público que desee participar en un «jurado» al final de la obra, el cual debe decidir sobre la inocencia o culpabilidad de la protagonista. En la nota inicial dirigida al productor de la obra, Ayn Rand explica:

La obra está construida de tal manera que las pruebas de la culpabilidad o la inocencia de la acusada están cuidadosamente contrapesadas, y la decisión se basará en el carácter y valores del jurado. Es realmente a la audiencia a la que se juzga. En palabras del abogado defensor: «¿A quién se juzga en este caso? ¿A Karen Andre [coprotagonista de la obra]? ¡No!, son ustedes, damas y caballeros del jurado, quienes están siendo juzgados. Son sus almas las que serán puestas a la luz cuando hayan tomado su decisión.»
Ayn Rand

La obra se sigue representando con éxito como parte del repertorio «clásico» de obras de teatro para compañías de aficionados en Estados Unidos.

### Los que vivimos
En 1936 publica We the living (Los que vivimos) que, según Ayn Rand, tiene cierto contenido autobiográfico, aunque no estrictamente. En Los que vivimos se narra la vida dramática de una mujer de espíritu independiente bajo el régimen totalitario soviético.
La novela no fue bien recibida inicialmente en Estados Unidos, que estaba sumergido en la Gran Depresión y en lo que a veces allí se llama la «década roja», esto es, la década de máximo apogeo de las ideas socialistas y comunistas en aquel país.
Sin el permiso ni el conocimiento de Ayn Rand (quien se enteró de toda la historia después de la Segunda Guerra Mundial), la Italia de Mussolini rodó en 1942 dos películas basadas en la novela: Noi vivi y Addio, Kira, de los estudios Scalara Films. Las películas eran un intento de propaganda antisoviética por parte del régimen italiano, y fueron un gran éxito en Italia. Orgullosos de su éxito, prepararon copias que enviaron a los nazis alemanes, quienes se enfurecieron al ver la película y aconsejaron a los italianos su inmediata retirada de la circulación. Los jerarcas nazis, más coherentes en su ideología antiliberal que los italianos, percibieron inmediatamente que el mensaje del libro no era tan solo antisoviético, sino además antitotalitario, y que el libro no criticaba solo el totalitarismo soviético, sino cualquier forma de totalitarismo.
Estas películas fueron también proyectadas —sin el permiso de Ayn Rand— en la España de Francisco Franco. Ayn Rand reclamó por sus derechos de autor a ambos países. Finalmente, autorizó una reedición de estas películas, las cuales fueron comercializadas para vídeo doméstico más tarde en 1986.

### Himno
Himno (Anthem, titulada ¡Vivir! en las primeras ediciones en español) es una novela corta que presenta en términos altamente simbólicos la lucha de un individualista contra una sociedad del futuro en la cual el colectivismo ha triunfado. Se trata de una distopía en la que el concepto de individualidad ha desaparecido (por ejemplo, el pronombre «yo» ha sido eliminado del lenguaje) y en la que se aprecian numerosas similitudes con la novela Nosotros (1921), de Yevgeni Zamiatin, pero también notables diferencias en el tono (serio en Rand, satírico en Zamiatin) y en el discurrir de la historia. Los temas que constituyen el núcleo de Himno serán desarrollados en posteriores obras extensas de Rand, como El manantial y La rebelión de Atlas.
Himno no encontró editor en Estados Unidos y fue publicada primero en el Reino Unido en 1938. Por razones algo abstrusas, es la única obra de Rand que se encuentra en el dominio público en Estados Unidos (no así en otros países), lo que ha permitido incorporarla al Proyecto Gutenberg.

### El manantial
En 1943 vino el primer éxito importante de Ayn Rand como novelista, con la publicación de El manantial (The fountainhead). El libro, que había tardado siete años en escribir, fue rechazado por doce editores, hasta que, en la editorial Bobbs-Merrill, un editor joven le espetó a su jefe: «Si este no es un libro adecuado para usted, entonces yo tampoco debo trabajar para usted».
En 1949 se realizó una versión fílmica de El manantial, dirigida por King Vidor y protagonizada por Gary Cooper (Howard Roark), Patricia Neal (Dominique Francon), Raymond Massey (Gail Wynand) y Kent Smith (Peter Keating).
El guion fue escrito por Ayn Rand y controlado minuciosamente por ella misma de una forma completamente desacostumbrada en Hollywood, donde los estudios se toman todo tipo de libertades con los guiones originales. En varias ocasiones durante el rodaje, Ayn amenazó con suspender todo el proyecto si el guion sufría la más leve modificación. Tanto Gary Cooper como Ayn Rand no quedaron satisfechos con la película. Gary Cooper, quizás ya demasiado mayor para un papel que en el libro corresponde a un hombre joven, pronunció el famoso discurso final sin entenderlo realmente, cosa que se nota en la entonación y el énfasis. Ayn Rand tuvo que luchar mucho para mantener la integridad del guion, y aun así tampoco quedó satisfecha con la película, llegando a afirmar que lo único bueno que tenía era que conseguiría nuevos lectores para la novela. No obstante, la película es muy apreciada hoy en día en círculos objetivistas y, dado lo irregular de su distribución, suele estar disponible en redes P2P.
El fundamento de El manantial es el individualismo y el colectivismo en el alma humana. La obra se concentra en las vidas de los cinco principales personajes. El héroe, Howard Roark, es la persona ideal para Rand: Un arquitecto intransigente que está completamente entregado firmemente, aun cuando de manera serena, a sus ideales, especialmente creyendo que ninguna persona debe jamás copiar el estilo de otra, sobre todo en el campo de la arquitectura. A lo largo de la novela, todos los demás protagonistas en algún momento u otro, por diferentes razones y con distintos grados de énfasis, le piden que renuncie a algunos de sus principios. Sin embargo, Howard se mantiene incólume y no compromete su integridad. Un aspecto interesante e impactante de la personalidad de Howard es que, en contraste con las formas acostumbradas de los héroes típicos, no se lanza a explicar sus puntos de vista y por qué el mundo no es lugar justo por medio de largos y apasionados sermones y monólogos; todo lo contrario, Howard lo hace de forma desdeñosa, lacónica y altiva.

### La rebelión de Atlas
La rebelión de Atlas (Atlas Shrugged) es considerada por muchos la obra de ficción más completa y poderosa de Rand sobre la filosofía objetivista. En los años ochenta, la Biblioteca del Congreso de los Estados Unidos hizo una encuesta, preguntando cuál era el libro que mayor influencia había tenido en la vida de los encuestados. El primero en el ranking fue La Biblia, el segundo, La rebelión de Atlas.
La rebelión de Atlas es el principal motivo, por encima de cualesquiera otros, por el que más individuos confiesan haber llegado a ser libertarios.
El libro narra la decadencia de los Estados Unidos como consecuencia del excesivo intervencionismo del gobierno. A pesar de que el libro se escribió entre los años 1946 y 1957.
El libro divide la fibra social de Estados Unidos en dos clases: la de los «saqueadores» y la de los «no saqueadores».
- Los «saqueadores» están representados por la clase política (místicos del músculo) y los cultos religiosos (místicos del espíritu) que piensan que toda actividad económica debe estar regulada y sometida a una fuerte imposición fiscal.

- Los «no saqueadores» son hombres emprendedores, los capitanes de empresa y los intelectuales que piensan que la solución está justamente en todo lo contrario. Entre ellos, y más en concreto, de los patronos, surge un movimiento de protesta que se concreta en una huelga de empresarios acompañada de sabotajes y desapariciones de empresarios y emprendedores, que desaparecen misteriosamente. El líder de este movimiento es John Galt, a la vez un filósofo y científico.

Galt, desde su escondite en las montañas, da órdenes, sugiere iniciativas y mueve todos los hilos. Junto con él, se refugian los principales empresarios. Durante el tiempo que dura la huelga y la desaparición de los empresarios, el sistema estadounidense se va hundiendo bajo el peso del cada vez más opresivo intervencionismo estatal. La obra termina cuando los empresarios deciden abandonar por completo el "Mundo Exterior" para volver a las "Montañas Rocosas" y comenzar una nueva sociedad. 
Rand quería llamar a su novela La huelga. El título La rebelión de Atlas le fue sugerido por su esposo, pues así equipara el empresario al titán mítico que carga a sus espaldas los destinos del mundo. Cuando la obra apareció, llamó la atención por lo atrevido y osado del planteamiento para ese entonces. Hasta ese momento, ni siquiera en Estados Unidos alguien se había atrevido a realizar un planteamiento en el que los empresarios fuesen los buenos y el Estado el malvado.
Para Ayn Rand, el hecho de que una huelga pudiera hundir en el caos a los Estados Unidos es la confirmación de que el país no puede vivir sin su clase empresarial, que la política debe subordinarse a las necesidades de la economía empresarial y, finalmente, que es preciso volver al espíritu de los primeros colonos que se sublevaron contra Inglaterra en el siglo XVIII: lucharon contra el intervencionismo estatal y en defensa de sus derechos individuales. Lo que propone Rand es volver al origen de la tradición americana, solo que el héroe ya no es un granjero que se subleva contra los ingleses, sino el patrono que lucha contra el intervencionismo subyugante del Estado y cuyo esfuerzo es el que verdaderamente crea riqueza.
Al poco tiempo de salir se vendieron cuatro millones de ejemplares de la obra. Luego de este libro, solo escribió ensayos, en los que desarrolló explícitamente las premisas filosóficas implícitas de La rebelión de Atlas. Uno de esos ensayos, La virtud del egoísmo es considerado uno de los manifiestos principales de la corriente filosófica de Rand.

## Obra filosófica
Ayn Rand sostenía:
1. La vida como fundamento de los derechos.
2. Cada individuo debe elegir mediante la razón qué valores quiere para su vida y los medios para alcanzarlos.
3. El individuo tiene derecho a existir para sí mismo, sin sacrificarse por los demás ni sacrificando a los demás para sí mismo.
4. Nadie tiene derecho a iniciar el uso de la fuerza física contra otro ser humano, sea cual sea el fin que quiera obtener.
5. La realidad existe de forma absolutamente objetiva. Los hechos son los hechos independientemente de los sentimientos, deseos y temores del hombre.

En La virtud del egoísmo Rand escribió sobre la vida:
«Hay solo un derecho fundamental (todos los otros son sus consecuencias o corolarios): el derecho del hombre a su propia vida. La vida es un proceso de autosustento y acción autogenerada; el derecho a la vida significa el derecho a ocuparse en el autosustento y la acción autogenerada, lo que significa que la libertad consiste en ejecutar todas las acciones requeridas por la naturaleza de un ser racional para el sustento, el fomento, la satisfacción y el disfrute de su propia vida.»
En Derechos del hombre dijo:
«El derecho a la vida es la fuente de todos los derechos, y el derecho a la propiedad es solo su realización. Sin derechos de propiedad, ningún otro derecho es posible. Ya que el hombre tiene que sostener su vida por su propio esfuerzo, el hombre que no tiene derecho al producto de su esfuerzo no tiene medios de sostener su vida. El hombre que produce mientras otros disponen de su producto es un esclavo.»
En La rebelión de Atlas escribió sobre el trabajo manual, los empresarios y los inventores:
«El hombre que no hace más que labor física consume el valor material equivalente a su propia contribución al proceso de producción y no deja más valor ni para sí mismo ni para otros. Pero el hombre que produce una idea en cualquier campo de empeño racional, el hombre que descubre nuevo conocimiento, es el permanente benefactor de la humanidad...»
«[E]l hombre que crea una nueva invención recibe un pequeño porcentaje de su valor en términos de pago material, no importa qué fortuna haga.»

## Ideología político-económica
Ayn Rand no se consideraba a sí misma como «de derecha» (tampoco «de izquierda»). En innumerables ocasiones Ayn Rand declaró «I am not a conservative» («No soy conservadora»), al mismo tiempo que declaraba vehementemente su oposición a Ronald Reagan. En el espectro político usualmente se la ubica en la derecha política por su apego a un tipo de individualismo «heroico» y capitalista.
Desde cierto punto de vista, se la puede considerar como una seguidora del ideal liberal libertario o simplemente «libertaria». Ella estaba de acuerdo en buscar la maximización de los derechos del individuo desde un análisis liberal individualista; sin embargo, Rand también buscaba maximizar lo que consideraba beneficios de la propiedad privada y del sistema capitalista, lo cual se identifica con los conservadores, quienes a su vez son considerados de «derecha». No obstante, Ayn Rand denostó hasta su muerte a los liberales libertarios, a los que llamaba «hippies de derecha».
Algunos puntos de la ideología de Ayn Rand sugerirían su no adscripción ideológica a la derecha conservadora:
- Defendía el ateísmo como única postura racional ante el concepto Dios, al que consideraba indemostrable racionalmente, es una suma de contradicciones metafísicas y, por lo tanto, un atentado contra el funcionamiento mental del hombre que lo acepte.

- Defendía la total libertad a la hora de producir, distribuir (solo a adultos) y consumir cualquier tipo de drogas, a pesar de condenar radicalmente su consumo como un atentado contra lo más valioso que tiene cada individuo: su mente. Como afirmó repetidamente, la libertad, si nos tomamos el concepto en serio, supone también la libertad para equivocarse, y, si alguien quiere tomar drogas, la libertad para suicidarse.

- Condenaba absolutamente el reclutamiento forzoso de soldados, al que equiparaba con la esclavitud. Llegó a afirmar que todas las proclamas sobre la importancia del derecho a la propiedad hechas por los derechistas en Estados Unidos eran palabras huecas, ya que apoyaban la conscripción forzosa en el ejército. "¿Qué sentido tiene el tener derecho a tener una cuenta corriente si uno no tiene derecho a su propia vida?", afirmó.

- Defendía el derecho absoluto de las mujeres a abortar si así lo deseasen, ya que cada individuo tiene un derecho absoluto sobre su vida y su cuerpo.

- Se defendía como antisocialista y anticomunista por considerarlas una forma de opresión.

- Defendía un Estado limitado, algo diametralmente opuesto a la proclama fascista «todo dentro del Estado, nada fuera del Estado».

- Defendía el derecho absoluto a distribuir, entre adultos, cualquier tipo de texto o medio audiovisual, incluida propaganda nazi, comunista o pornografía (que aborrecía, al considerarla como un atentado contra la sexualidad y el buen gusto, pero cuyo derecho a ser producida y distribuida defendía vehementemente). Sostenía que «las ideas no delinquen», y que solo se debían castigar los actos delictivos. Afirmaba que cualquier intento de que el Estado limitase la expresión de ideas «erróneas», «equivocadas» o «peligrosas» solo podía terminar en una censura total de las ideas «impopulares».

Basándose en el principio de que la esfera de la libertad del individuo solo puede autorrealizarse a través de la propiedad privada, Ayn Rand reconoce en el sistema político capitalista la afirmación de la economía libre y el ideal del autointerés personal mediante la cooperación social en el mercado. Partiendo de esta base miseana, Rand procede a identificar mediante el principio de no agresión al trabajo personal. En esto la doctrina de Ayn Rand es coincidente con lo sostenido por lo que se considera la derecha liberal, por cuanto que las desigualdades no serían estructuralmente impuestas por la sociedad, sino producto de la utilidad desigual de los bienes productivos en el mercado libre, sean estos el capital o el trabajo asalariado. Desasociaba así cualquier relación necesaria entre poder económico (defensivo) y poder político (agresivo), presentándolos como opuestos naturales. También reinterpretó y legitimó la desigualdad de oportunidades por no ser dependiente de la cuantía del dinero, sino de su uso productivo en el mercado, idea que desarrolló junto a Alan Greenspan en Capitalism: the unknown ideal.
Su filosofía ha sido así apologética del orden social capitalista puro sin intervención gubernamental, y por ende el modelo, a la vez ético y utilitario, para muchos grandes empresarios en la búsqueda del éxito en los negocios que no dependan de la coerción política. La influencia del egoísmo individualista racional randiano se puede rastrear hasta la obra de Milton Friedman al respecto de la idea de internalización de las externalidades, limitando la responsabilidad corporativa al beneficio de los accionistas, así como en los trabajos de Robert Hessen y Stephen Hicks sobre la ética en los negocios.
Su pensamiento ha tenido más eco en Estados Unidos que en Europa, donde su impacto intelectual habría sido mucho menor.

## Ideas estéticas

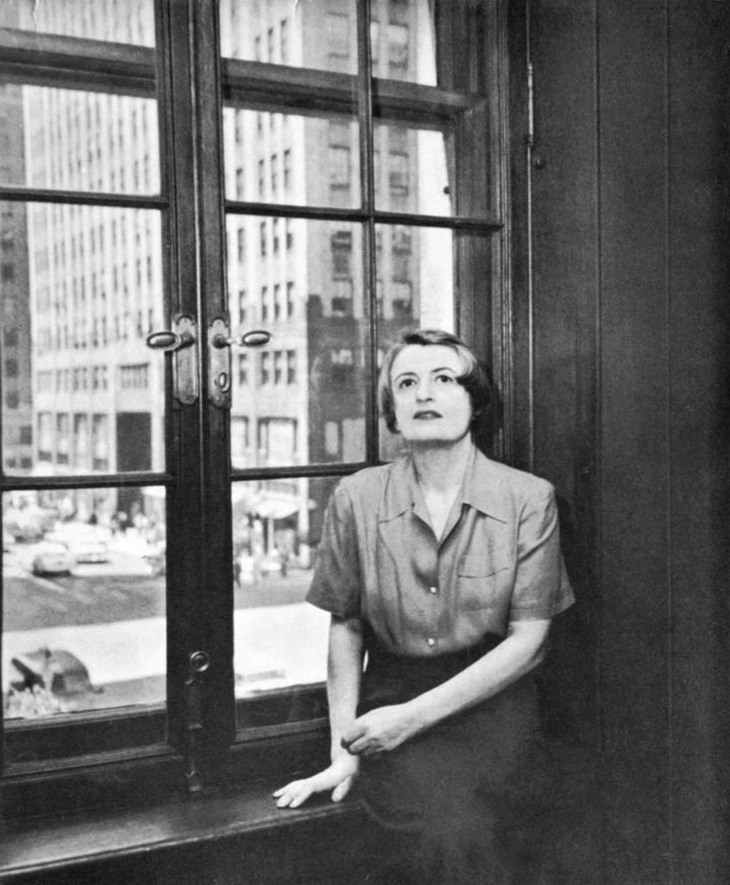
Ayn Rand junto a una ventana, fotografía utilizada en la contraportada de la primera edición de La rebelión de Atlas, 1957.

Las ideas de Rand sobre estética giran en torno al concepto de lo que ella llamaría «realismo romántico», que suele referirse al arte que trata los temas de la volición y de los valores humanos, reconociendo también la importancia de la técnica artística y del reconocimiento de la realidad. El realismo romántico plasma frecuentemente a seres humanos heroicos en situaciones de alegría y triunfo vital, con un fondo optimista y una estimación positiva de la ciencia y de la técnica. A menudo hay referencias más o menos sutiles a Ayn Rand en estas obras.
Aun habiendo sido utilizado anteriormente, el término fue popularizado por Ayn Rand. Ayn Rand definió al realismo romántico como la representación de las cosas y de los seres humanos «como podrían ser y deberían ser», tomando estos conceptos de Aristóteles.
- «Podrían ser» implica realismo, en contraposición con la mera fantasía.
- «Deberían ser» implica una visión moral y un estándar de belleza y virtud.

Esta combinación está basada en la idea de que los valores heroicos son racionales y realistas, ya que el realismo romántico considera como falsa la dicotomía entre realismo y romanticismo.

## Algunos personajes influidos por Ayn Rand
- Nathaniel Branden, psicoterapeuta y fundador del Instituto Nathaniel Branden, que fue la organización que expandió el objetivismo desde finales de los años 1950 hasta 1968, fecha en la que Ayn Rand lo expulsó del movimiento; aunque antes ella había visto en él la personificación de sus ideales descritos en La rebelión de Atlas.

- Alan Greenspan, expresidente de la Reserva Federal estadounidense. Greenspan conoció a Ayn Rand en 1952, y ambos quedaron mutuamente impresionados por su inteligencia.[13] Greenspan estuvo varios años en el núcleo del así llamado Colectivo Objetivista, y existe una famosa fotografía en la que aparece posando entre Ayn Rand, Leonard Peikoff y Nathaniel Branden. Greenspan asistió al entierro de Ayn Rand. En la actualidad Alan Greenspan se niega a comentar su relación pasada con el "objetivismo".[cita requerida]

- Mike Mentzer (1951-2001), culturista, único participante de la competición Mr. Universo que haya conseguido una puntuación de 100 sobre 100. Creador del sistema de musculación «Heavy Duty».

- Johan Norberg, intelectual sueco partidario de la globalización.

- George Reisman, influyente académico y tratadista económico estadounidense, miembro del círculo cercano a Ayn Rand.

- Neil Peart, baterista y compositor lírico del grupo musical canadiense Rush. Varias de sus canciones reflejan ideas y conceptos expresados por Ayn Rand.

- Leonard Peikoff, filósofo, autor, heredero de Ayn Rand y fundador del Instituto Ayn Rand. Como heredero de Ayn Rand, Peikoff es responsable de los derechos de autor de todas sus obras -con la excepción de la novela Anthem (título en español: ¡Vivir!), la cual ha pasado al dominio público. Peikoff tiene asimismo el control sobre las traducciones de las obras de Rand, al igual que de la edición y publicación de aquellos trabajos todavía inéditos. Peikoff escribe el prefacio de todas las ediciones actuales de las novelas de Rand.

- Jimmy Wales, creador de la Wikipedia, ha manifestado en repetidas ocasiones su admiración por Ayn Rand. Mientras estudiaba en la universidad, fue dueño y moderador de una lista de correo denominada «Discusión moderada en filosofía objetivista». Actualmente no se manifiesta mayormente sobre el tema.[cita requerida] Wales se define a sí mismo como objetivista en su página de usuario.

- Frank R. Wallace, creador de la filosofía Neo-Tech, científico jefe de la E. I. DuPont de Nemours hasta 1968, fundador de I&O Publishing Co. (actualmente IMA), autor de El descubrimiento Neo-Tech, librepensador libertario y abierto admirador del capitalismo laissez faire. En su obra hace referencias a la obra de Ayn Rand y la recomienda a sus lectores, además de hacer hincapié en la filosofía de Aristóteles, a quien considera fuente primaria del objetivismo.

- Steve Ditko, dibujante de Spider-Man. Creó el personaje Mr. A, cuyo nombre está basado en el principio de identidad (A=A) de Aristóteles. Mr. A incorpora también elementos de ética objetivista.

- Nick Newcomen ha conducido 19 695 kilómetros por 30 estados de Estados Unidos para 'escribir' un texto que se puede ver en el programa Google Earth : "Lee a Ayn Rand". / Artículo de El País [cita requerida]

- Elon Musk, empresario tecnológico afirma ser un admirador de los trabajos y filosofía de Ayn Rand.[14]

- Actualmente en Silicon Valley las ideas de Ayn Rand gozan de bastante popularidad. Algunos admiradores importantes son Steve Jobs, Jack Dorsey y Travis Kalanick.[15]

- Ricardo Salinas Pliego, empresario mexicano, se muestra admirador de Ayn Rand y ha recomendado la lectura de La rebelión de Atlas.[16]

- Javier Milei presidente de la República Argentina, autodefinido libertario, y seguidor de muchas ideas de Ayn Rand. [17]

## Obras

### Novelas
- Los que vivimos (We the Living, 1936), publicada en español por la editorial Grito Sagrado.
- El manantial (The Fountainhead, 1943), publicada en español por la editorial Grito Sagrado.
- La rebelión de Atlas (Atlas Shrugged, 1957), publicada en español por la editorial Grito Sagrado.

### Otras obras de ficción
- La noche del 16 de enero (Night of January 16th, 1934)
- Himno, antes conocida como ¡Vivir! (Anthem, 1938), publicada en español por la editorial Grito Sagrado.

### Ensayos
- El nuevo intelectual (For the New Intellectual: the Philosophy of Ayn Rand, 1961), publicada en español por la editorial Grito Sagrado.
- La virtud del egoísmo (The Virtue of Selfishness: a New Concept of Egoism, 1964), publicada en español por la editorial Grito Sagrado.
- Capitalismo: el ideal desconocido (Capitalism: the Unknown Ideal, 1966), publicada en español por la editorial Grito Sagrado.
- El manifiesto romántico (The Romantic Manifesto: a Philosophy of Literature, 1969), publicada en español por la editorial Grito Sagrado.
- La nueva izquierda (The New Left: The Anti-Industrial Revolution, 1971)
- Introducción a la epistemología objetivista (Introduction to Objectivist Epistemology, 1979), publicada en español por la editorial Grito Sagrado.
- Filosofía: ¿quién la necesita? (Philosophy: Who Needs It, 1982), publicada en español por la editorial Grito Sagrado.

## Recepción crítica de su obra
Tanto el trabajo literario como el trabajo filosófico de Ayn Rand han sido objeto de críticas. También se ha criticado su metodología, moralidad y su personalidad. 
La lucha contra el altruismo por parte de Ayn Rand atrajo críticas de orden ético. El famoso escritor estadounidense Gore Vidal escribió tratando el tema en 1961:

A partir del momento en que las personas deben vivir en comunidad, dependiendo los unos de los otros, el altruismo es necesario para la supervivencia.

Vidal también explica el porqué de la popularidad de las ideas de Ayn Rand:

Rand siente una gran afinidad por las personas que se hallan a sí mismas perdidas en una sociedad organizada. Son personas renuentes a pagar impuestos, que no soportan al Estado y sus leyes y que sienten remordimientos frente al dolor ajeno pero buscan endurecer sus corazones. A estas personas ella les ofrece una solución muy atractiva: el altruismo es el origen de todos los males, el interés individual es el único bien, y si alguien es estúpido o incompetente, ese es su problema.

Los aspectos biográficos de Ayn Rand también han sido centro de controversias. En la obra The Passion of Ayn Rand's Critics, James Valliant apoya su tesis sobre unas supuestas manipulaciones que Nathaniel Branden y su esposa hicieron a los hechos que tratan sobre la vida de Rand. Según Valliant, los herederos de Ayn Rand exageraron su carrera y ocultaron anotaciones del diario de la filósofa.

### Filosóficas
El filósofo Robert Nozick critica la obra de Rand en su libro Socratic puzzles (ISBN 0-674-81654-4). Nozick es liberal libertario, por lo que simpatiza con varias de las conclusiones de Ayn Rand, aunque está en desacuerdo con aspectos fundamentales de su obra. En Socratic puzzles critica el argumento fundacional de la ética de Rand: la proclamación de que la propia vida es, para cada hombre, el valor definitivo, ya que es el valor que hace posibles a todos los demás. Nozick afirma que Rand no explicó por qué alguien no podría preferir racionalmente morir y el no tener ningún valor. De acuerdo con este argumento, la defensa de Rand del egoísmo es una petitio principii (petición de principio), y la solución de Rand al problema del «ser-deber ser» de David Hume no es satisfactoria.

### Literarias
Las novelas de Rand, al ser publicadas, se convirtieron desde el principio en superventas, tanto dentro como fuera de los Estados Unidos, debido principalmente al boca a boca entre los lectores.[cita requerida] Aunque recibieron algunas críticas especializadas positivas, fueron denostadas por la crítica literaria como «terribles» o «simplemente malas». Los expertos en literatura inglesa y la élite cultural progresista en general han ignorado sus novelas. Como excepción, el crítico literario Harold Bloom encontró la obra de Rand lo suficientemente significativa como para incluirla en su antología crítica American women fiction writers (‘escritoras estadounidenses de ficción’, 1998).

### Acusaciones de sectarismo
El movimiento objetivista fundado por Rand ―y que fue disuelto tras su separación de Nathaniel Branden en 1968― ha sido acusado de haber sido una secta destructiva, con Rand como la figura de culto.
En 1979, en una entrevista televisiva, Ayn Rand afirmó: «yo no soy una secta».

Un seguidor ciego es precisamente lo que mi filosofía condena, y lo que yo rechazo. El objetivismo no es una secta mística.
Ayn Rand (carta del 10 de diciembre de 1961)

Cuando sucedió el colapso del instituto NBI (Nathaniel Branden Institute), Ayn Rand declaró que ella ni siquiera había querido tener un movimiento organizado:

Por lo tanto quiero aclarar enfáticamente que el objetivismo no es un movimiento organizado y nadie lo debe considerar así.
Ayn Rand

El término randroide (una mezcla de las palabras Rand y androide) se ha utilizado para evocar la imagen de los «robots imitadores de Galt producidos por la secta».
Las sugerencias de que la conducta sectaria de los objetivistas comenzaron durante los días del Nathaniel Branden Institute. Con la creciente cobertura de los medios, comenzaron a aparecer artículos que hablaban de la secta de Ayn Rand, y que la comparaban con varios líderes religiosos.
Terry Teachout describió al Nathaniel Branden Institute como «una casi secta que giraba en torno a la adoración de Ayn Rand y de sus héroes de ficción», una secta que «se desintegró» cuando Rand se separó de Nathaniel Branden.
En 1968, el psicólogo Albert Ellis, a raíz de un debate público con Nathaniel Branden, publicó un libro argumentando que el objetivismo era una religión, cuyas prácticas incluían «la condenación y la demonización», «el puritanismo sexual», «el absolutismo» y la «divinización» hacia Ayn Rand y sus héroes de ficción.
En sus memorias, dice Nathaniel Branden del Colectivo y del Nathaniel Branden Institute que «había un aspecto de secta en nuestro mundo [...] Éramos un grupo organizado en torno a un líder carismático, donde cada miembro juzgaba el carácter del otro principalmente sobre la base de la lealtad hacia esa líder y sus ideas».
En 1972, el autor libertario Murray Rothbard comenzó a hacer circular de manera privada su ensayo The sociology of the Ayn Rand cult (‘la sociología de la secta de Ayn Rand’), en la que escribió:

Si las contradicciones internas evidentes de las sectas leninistas las convierten en intrigantes objetos de estudio, más aún lo es la secta de Ayn Rand [...] [p]orque que la secta Rand no solo era explícitamente atea, antirreligiosa y aduladora de la Razón, sino que también promueve la dependencia servil a un gurú en nombre de la independencia; la adoración y la obediencia hacia un líder en nombre de la individualidad de cada persona; y la emoción ciega y la fe en el gurú en nombre de la Razón.

Rothbard también escribió que 

el espíritu guía del movimiento randiano no era la libertad individual sino el poder personal de Ayn Rand y sus principales discípulos.

En 1993, Michael Shermer ―fundador de The Skeptics Society―, escribió sobre este tema el artículo «The unlikeliest cult in History» (‘La secta más improbable de la historia’). Shermer argumentó que el movimiento objetivista mostraba características de las sectas religiosas, como la veneración y la infalibilidad del líder; las intenciones ocultas, la explotación sexual y financiera, y la creencia de que el movimiento ofrecía la verdad absoluta y la moral absoluta. Shermer sostuvo que ciertos aspectos de la epistemología y la ética objetivista promueve conductas sectarias:
En el momento en que un grupo se establece como árbitro moral definitivo de las acciones de otras personas ―sobre todo cuando sus miembros creen que han descubierto patrones absolutos del bien y del mal― es el principio del fin de la tolerancia, y por lo tanto de la razón y la racionalidad. Es esta característica más que cualquier otra la que convierte a una secta, a una religión, a una nación o a cualquier otro grupo en algo peligroso para la libertad individual. El absolutismo es el mayor defecto del objetivismo de Ayn Rand, la cual es la secta más improbable de la Historia.
En 1999, Jeff Walker publicó The Ayn Rand cult (‘la secta de Ayn Rand’). En un pasaje, Walker comparó el objetivismo con las prácticas dianéticas de la cienciología, que muchos consideran como una secta destructiva. Según Walker, ambos son conjuntos de creencias totalitarias que defienden «una ética para las masas sobre la base de la supervivencia como un ente racional». Walker continúa: «La dianética utiliza un razonamiento un tanto similar al de Rand acerca de considerar el cerebro como una máquina. [...] Ambos hablan de una «mente superior» que puede reprogramar el resto de la mente». Walker señala además que ambas doctrinas pretenden basarse en la ciencia y en la lógica.
El libro de Walker provocó las críticas de los seguidores de Rand. Chris Matthew Sciabarra criticó la objetividad y la academicidad de Walker.
Mimi Reisel Gladstein escribió que la tesis de Walker es «cuestionable ya menudo depende de la insinuación más que de la lógica». R. W. Bradford afirmó que para los estudiosos el libro es «simplemente aburrido».
Las afirmaciones de la calidad sectaria de esta doctrina siguieron en años más recientes. En 2004, Thomas Szasz escribió en apoyo de 1972 el ensayo de Rothbard, y en 2006, Albert Ellis publicó una edición actualizada de su libro de 1968, donde incluyó algunas referencias favorables a Walker. Del mismo modo, Walter Block ―aunque expresó su admiración por algunas ideas y afirmó la fuerte influencia de Rand sobre el libertarismo― describió al movimiento objetivista como «una diminuta secta implosiva».

### Críticas personales
Personas que convivieron con Ayn Rand han escrito libros sobre ella en los que mezclan el elogio con la crítica personal.
Estos libros son The passion of Ayn Rand (‘La pasión de Ayn Rand’), ISBN 0-385-24388-X, de Barbara Branden, y My years with Ayn Rand (‘Mis años con Ayn Rand’), ISBN 0-7879-4513-7, de Nathaniel Branden.
Ambos autores han sido asimismo criticados en el libro de James Valliant The passion of Ayn Rand’s critics (ISBN 1-930754-67-1).

## En la cultura popular
- Muchas de las obras de esta escritora han aparecido mencionadas brevemente en la popular sitcom estadounidense "Los Simpson" de manera satírica y crítica con sus planteamientos filosóficos y morales. Además, en la misma telecomedia, Ayn Rand da nombre a la guardería de Springfield, un centro escolar al que acude la pequeña Maggie Simpson y en el que se aplica a rajatabla la filosofía randniana, lo que les sirve a los escritores del show para parodiar satíricamente dichos planteamientos.
- El mismo centro escolar aparece en la película cortometraje "Maggie Simpson en:Largo día de guardería", protagonizada también por la pequeña Simpson, y que tiene lugar únicamente en la escuela infantil. En esta película, la sátira acerca del objetivismo es aún más marcada que en la serie regular, a través de los fondos de la misma y la cartelería del centro.